# カラスの飼育
『カラスの飼育』（西: Cría Cuervos、英: Raise Ravens）は、1976年のスペイン映画。監督はカルロス・サウラ、主演はアナ・トレント。第29回カンヌ国際映画祭で審査員特別グランプリを受賞した。

## キャスト
- アナ・トレント
- ジェラルディン・チャップリン
- コンチ・ペレス
- メイト・サンチェス
- モニカ・ランドール
- フロリンダ・チコ
- ジョセフィナ・ディアス
- ゲルマン・コボス
- エクトル・アルテリオ
- ミルタ・ミレール